# Wygoda, West Pomeranian Voivodeship
Wygoda [vɨˈɡɔda] (tiếng Đức: Posthaus)  là một khu định cư ở khu hành chính của Gmina Białogard, thuộc quận Białogard, West Pomeranian Voivodeship, ở phía tây bắc Ba Lan. Nó nằm khoảng 10 kilômét (6 mi) về phía đông nam của Białogard và 113 km (70 mi) về phía đông bắc của thủ đô khu vực Szczecin.
Trước năm 1945, khu vực này là một phần của Đức. Đối với lịch sử của khu vực, xem Lịch sử của Pomerania.